# Duero
El Duero o riu Douro (en castellà, río Duero; en portuguès, rio Douro) és un dels majors rius de la península Ibèrica. Neix a més de 2.000 metres d'altitud a la serra d'Urbión (sistema Ibèric), travessa l'altiplà castellà i lleonès i s'endinsa a Portugal, on desemboca a l'oceà Atlàntic a prop de la ciutat de Porto. Té un recorregut de 897 km i una conca de 98.200 km².
La vall del Duero és coneguda pels seus vins, des de la denominació d'origen Ribera del Duero al Regne d'Espanya a l'altiplà nord de la península Ibèrica, fins als vinhos do Douro i els famosos vins de Porto a la seva desembocadura.

## Topònim
El nom prové del llatí, Durius flumen, i l'equivalent grec és Δόυριος ποταμός. El Nomenclàtor mundial de l'Institut d'Estudis Catalans recull, en català, la forma «el Duero» quan es refereix a Espanya i «riu Douro» amb relació a Portugal.
En contexts antics i medievals, el nom que rep aquest riu en català és Duri o Dúrius (del llatí Durĭus).

## Història geològica
L'origen geomorfològic del riu es troba a una conca endorreica que va acumular sediments en un sistema lacustre central durant bona part de l'era cenozoica, fins que es va obrir un desguàs cap a l'Atlàntic. Això va poder succeir bé mitjançant una captura fluvial des de l'Atlàntic (per erosió remuntant), o bé per un canvi climàtic en condicions humides que va fer vessar el nivell de l'aigua a la conca. L'activitat tectònica a partir d'aquests períodes no ha generat un relleu significatiu i no podria haver contribuït substancialment a aquest canvi de drenatge. Posteriorment, i d'una manera gradual, s'establiria l'actual jerarquia fluvial de la conca. Es desconeix en quin moment va tenir lloc l'obertura (exorreisme) de la conca, però la sedimentació lacustre massiva més recent és de fa uns nou milions d'anys.

### Longitud i cabal
Té una
longitud de 897 km, dels quals uns 213 km són portuguesos, 112 km
són fronterers (internacionals)
i els 572 km restants són espanyols. La conca pertany, la major part, a zones de clima sec, encara que els afluents del nord recullen aigües de la serralada Cantàbrica, que és molt més humida, a més de les abundants aportacions dels rius Tormes, Huebra i Àgueda pel sud.
Abans de desembocar a l'Atlàntic, a l'estació
d'aforament de Porto, el cabal mitjà oscil·la entre els 650 m³/s i els
675 m³/s, mentre que a la frontera entre Espanya i Portugal és de 570 m³/s. La regulació natural és de 840 hm³/any i té un coeficient de vessament de 31%. No obstant això, el cabal relatiu és bastant baix: a Porto varia entre 6,6 i 6,7 L/s per km². Únicament en el naixement rep aigües de règim pluvial-nival, ja que abans de passar per Sòria ja és un riu de règim pluvial (propi d'un clima mediterrani continentalitzat), amb la crescuda al desembre i al març, i l'estiatge a l'agost i setembre.

### Perfil longitudinal
El perfil longitudinal del Duero és abrupte entre la capçalera als Picos de Urbión i Sòria. Allà comença el tram de la Meseta de pendent escàs sobre terrenys terciaris, pel llit ample i riberes adjacents. Passat Zamora, el Duero s'encaixa en un congost abrupte, els Arribes, per on el riu abandona la Meseta i perd alçada bruscament fins a les terres baixes portugueses. Als Arribes es localitza el complex sistema hidroelèctric integrat pels embassaments de Ricobayo, Villalcampo, Castro, Ametlla i els fronterers de Saucelle i Aldedávila.

## Geografia

### Naixement
Neix al vessant meridional dels Picos de Urbión (sistema Ibèric, 2.228 m) a uns 2.160 msnm, al terme municipal de Duruelo de la Sierra (Sòria), Espanya. A aquestes altures, el Duero incipient rep nombrosos rierols que baixen dels cims, com l'Ebrillos per la dreta i el Revinuesa per l'esquerra. Aquest últim és efluent de la Laguna Negra, d'origen glacial i situada al peu dels murs que es despengen del pic Urbión. Els tres rius, que travessen la terra de pinedes soriana, s'uneixen a l'embassament de la Cuerda del Pozo. Perquè no hi hagi dubtes sobre quin és el col·lector principal, al costat del llit han quedat, aigües amunt Duruelo i Salduero, dos pobles que reflecteixen en els noms el del riu més gran. Poc abans d'arribar a Sòria aflueix per l'esquerra el riu Tera, riu amb un nom que es repeteix bastant en la hidronímia peninsular (el riu Tera de Zamora i el Ter de Girona).
En un turó de defensa fàcil sobre la confluència del Tera i Duero s'alcen les ruïnes de Numància. Al peu, al costat dels rius, s'ha aixecat Garray. El significat del nom Garray —el cremat— rememora les conseqüències de la guerra numantina. Fins a Numància, el Duero ha recollit les aigües d'Urbión, Sierra Cebollera i Oncala. A la confluència del Duero i del Tera s'uneixen diferents carrerades que baixen de la serra amb el ramal principal que ve d'Oncala per donar lloc a la Canyada Reial Soriana Oriental.
El tram inicial (a la província de Sòria) és de 73 km i recorre per terrenys de materials paleozoics amb un pendent mitjà de 15 m/km fins a arribar a uns 1.100 msnm a la presa de la Cuerda del Pozo. En aquesta zona el riu és de règim nival i el seu cabal mitjà és de 150 m³/s.

### Tram central
El tram següent recorre part de la província de Sòria, Burgos, Valladolid, Zamora i Salamanca, és d'uns 500 km de longitud amb un pendent molt suau (1 m/km). Discorre sobre materials sedimentaris cenozoics en què el riu ha creat una abundant sèrie de terrasses fluvials (s'han arribat a comptabilitzar fins a catorze nivells quaternaris).
Des de Sòria el Duero prossegueix en direcció sud fins a Almazán, tram en què rep per l'esquerra els vessaments que baixen de les serres del Madero i del Moncayo. Poc després de Sòria, la llera del Duero, que abandona els materials mesozoics del sistema Ibèric, s'obre pas en els sediments terciaris que omplen l'antic llac; sobre ells discorrerà fins a Zamora, a l'altre extrem de la conca. A Almazán adopta el recorregut est-oest, que és el que mantindrà fins a Porto. Un cop en terreny pla, es van construir ponts en els principals guals, com passa a Almazán, Puente Ullán, Gormaz, Navapalos o San Esteban de Gormaz.
En tot el tram sorià del Canal d'Almazán el Duero discorre bastant pròxim a les serres que formen l'entroncament del sistema Central amb el sistema Ibèric. Per això els afluents que rep són curts i de cabals reduïts. Tan sols el riu Ucero, que és el riu de Ciudad de Osma, té una certa importància i sobretot, una capçalera d'especial bellesa: la falç del riu Lobos. Allà el riu Ucero rep per l'esquerra les escorrenties que condueix l'Abión.
Passat Langa de Duero, el Duero deixa de ser sorià i passa a ser un tros burgalès. Aranda de Duero és un gual important del Duero. A Roa el Duero forma una corba oberta cap al sud i deixa el nucli habitat a la dreta. Per l'esquerra, conflueix poc abans amb el riu Riaza, que pren aquest nom a les terres altes de Segòvia, properes al naixement fluvial, al peu del port de la Quesera a les muntanyes Carpetana. Pocs quilòmetres després el Duero entra a Valladolid, prop de Peñafiel, on el castell domina el riu Duratón, un altre afluent que ve del sistema Central. Des de Peñafiel el primer gual important és el de Tudela de Duero. Passat el meridià de Valladolid el Duero rep per l'esquerra les aigües del Cega i poc després les del Pisuerga per la dreta. Entre ambdues confluències hi ha Puente Duero, un altre dels passos tradicionals del riu.
A l'altura d'Aniago, l'Adaja és un riu d'Àvila al qual s'ha unit poc abans l'Eresma, desemboca al Duero. Pocs quilòmetres més avall hi ha Tordesillas, un altre gual important i aprofitat des de molt antic, sobre el qual avui creua l'Autovia del Nord-oest, A -6 de Madrid a la Corunya. Fins a Castronuño el riu manté la mateixa direcció, abans li han entrat per l'esquerra les aigües del riu Zapardiel i el Trabancos, que arriben de la Serra d'Àvila, on neixen molt propers l'un de l'altre. A Castronuño, el Duero abandona la direcció del Pisuerga i puja bruscament cap a Toro. Entre tots dos punts desemboquen per la dreta el riu Hornija i el riu Bajoz, que són afluents menors amb origen a les muntanyes Torozos, i queden entre les dues vies al límit de les províncies de Valladolid i Zamora.

#### Parc Natural d'Arribes del Duero
En aquesta zona, el riu és de règim pluvial i el cabal mitjà oscil·la entre els 212 m³/s i els 490 m³/s. En arribar a Zamora i Salamanca, a la zona fronterera amb Portugal, el Duero s'encaixa en els materials granítics del Paleozoic, on estreny la llera i descendeix bruscament 400 m de desnivell, fins a poc més dels 200 m d'altitud (4 m/km). Aquesta zona s'anomena Arribes del Duero i està molt explotada per embassaments hidroelèctrics. Es tracta de les preses i embassaments espanyols d'Aldeadávila, Ametlla, Castro, Ricobayo, Saucelle i Villalcampo, i les preses i embassaments portuguesos de Bemposta, Miranda i Picote.

### Desembocadura
Des de la desembocadura del riu Àgueda, fins a l'oceà Atlàntic, a Porto, el Duero té un pendent escassíssim (0,6 m/km), fet que permet que sigui navegable (hi ha diverses rescloses), tradicionalment per petites embarcacions que transportaven materials vitivinícoles al País do Vinho (vaixells rabelos), substituïts per barcasses de càrrega, encara que últimament s'està desenvolupant el sector turístic amb petits creuers que solquen el riu des de la frontera (Miranda do Douro) fins a l'oceà. Desemboca a Porto (Portugal).

## Embassaments
| Embassament     | Província  | Capacitat (hm³) | Superfície (ha) | Potència (MW) |
| --------------- | ---------- | --------------- | --------------- | ------------- |
| Cuerda del Pozo | Sòria      | 229             | 2176            | 7             |
| Los Rábanos     | Sòria      | 8               | 98              | 4             |
| San José        | Valladolid | 6               | 250             | 0,56          |
| Villalcampo     | Zamora     | 66              | 445             | 206           |
| Castro          | Zamora     | 26              | 180             | 190           |
| Miranda         | Bragança   | 28              | -               | 390           |
| Picote          | Bragança   | 63              | -               | 180           |
| Bemposta        | Bragança   | 129             | -               | 210           |
| Aldeadávila     | Salamanca  | 115             | 364             | 1143          |
| Saucelle        | Salamanca  | 181             | 589             | 525           |
| Pocinho         | Guarda     | 83              | -               | 186           |
| Valeira         | Viseu      | 97              | -               | 216           |
| Régua           | Vila Real  | 95              |                 | 160           |
| Carrapatelo     | Porto      | 148             | -               | 201           |
| Crestuma-Lever  | Porto      | 110             | -               | 108           |

## Hidrografia

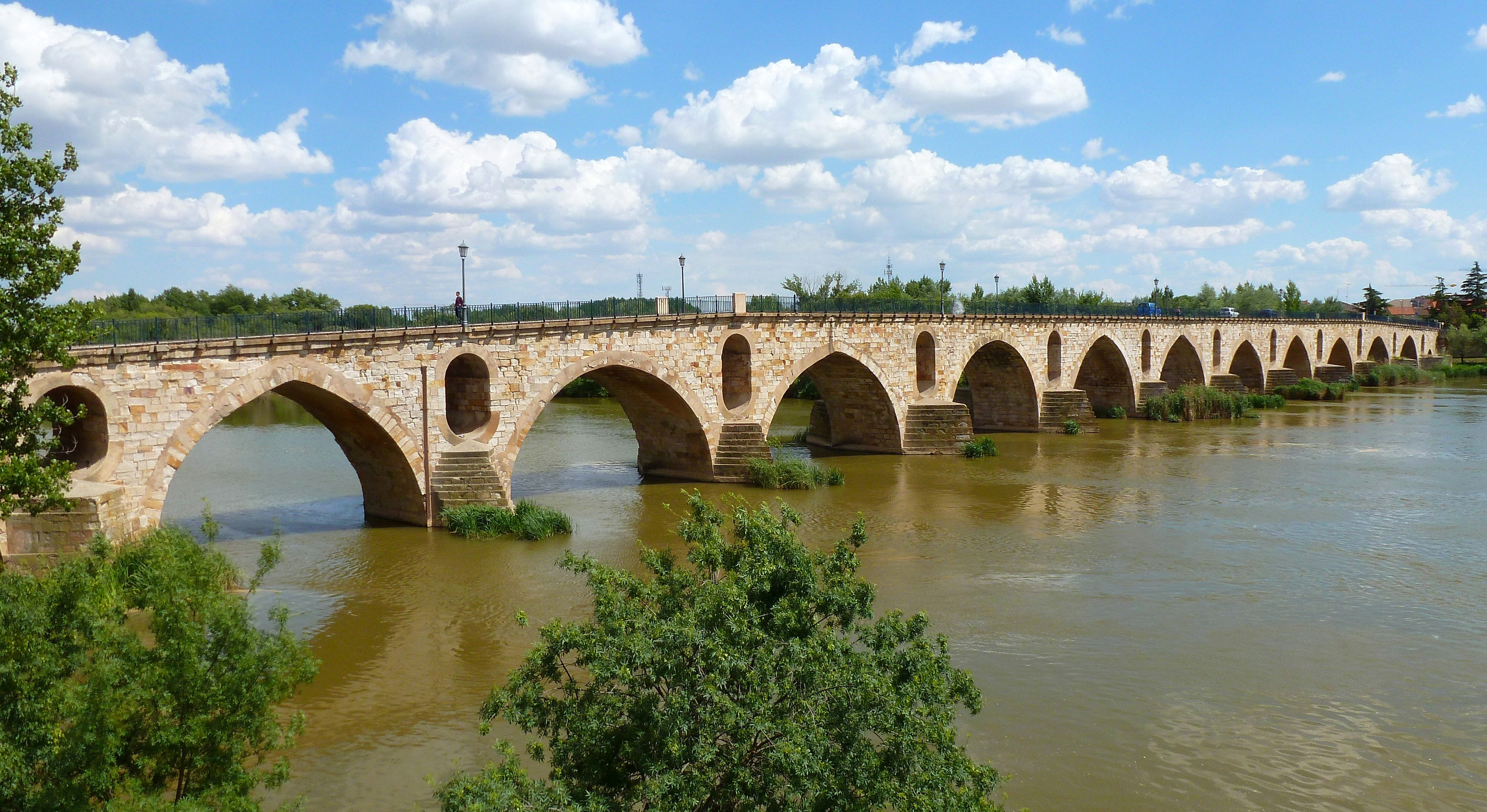
El pont a Zamora

Recull les aigües de la part nord de la Meseta. La seva conca està limitada per la serralada Cantàbrica al nord, pel sistema Central al sud i per la serralada Ibèrica a l'est. La conca del Duero és una de les primeres productores d'energia elèctrica de l'Estat espanyol. Només una part del seu curs inferior a Portugal és navegable cap a Porto de Vega per embarcacions esportives, excepte velers amb arbre superior a 7,20 metres.

### Afluents
Espanya
Pisuerga, l'Esla, l'Adaja, el Tera, el Valderaduey i el Tormes
Portugal
el Côa, el Tua, el Sabor, el Corgo, el Tavora, el Tâmega, el Balsemão i el Sousa.

### Ciutats regades
Entre les ciutats situades a la vora del Duero destaquen a Espanya: Sòria, Almazán, Aranda de Duero, Tordesillas i Zamora i a Portugal Miranda do Douro (en mirandès: Miranda deI Douro), Foz-Coa, Peso da Régua Lamego, Vila Nova de Gaia i Porto. A Portugal el Duero travessa els districtes de Bragança, Guarda, Vila Real, Viséu, Aveiro i Porto.

## Pla hidrològic
Espanya va ser condemnada el 4 d'octubre de 2012 pel Tribunal de Justícia de la Unió Europea per no haver realitzat un pla de conca pel Duero i els altres rius de la península, una obligació que hauria d'haver estat acomplerta el 2010 segons la directiva marc de l'aigua. Només Catalunya ha complert el seu deure.